# Nati nel 1944/Novembre
| Questa pagina contiene informazioni ricavate automaticamente dalle voci biografiche con l'ausilio del template Bio e di un bot. L'aggiornamento è periodico e automatico e ricostruisce completamente la pagina. Se manca una persona in questa lista, sei pregato di non aggiungerla, ma accertati piuttosto che la sua voce biografica contenga il template Bio e che i dati anagrafici siano correttamente compilati. Se il template Bio manca, inseriscilo tu stesso o, in alternativa, metti l'avviso {{tmp\|Bio}} che ne segnala la mancanza. Se i dati riportati sono sbagliati, correggi direttamente la voce biografica; le modifiche saranno visibili in questa lista entro pochi giorni. Per chiarimenti vedi il progetto biografie. La lista contiene solo le 243 persone che sono citate nell'enciclopedia e per le quali è stato implementato correttamente il template Bio. Pagina aggiornata al 18 ago 2025. |

- 1º novembre - Bobby Heenan, statunitense († 2017)
- 1º novembre - Sergio Markarián, allenatore di calcio uruguaiano
- 1º novembre - Lee Smith, scrittrice statunitense
- 1º novembre - Oscar Temaru, politico tahitiano
- 1º novembre - Rafīq al-Ḥarīrī, politico e imprenditore libanese († 2005)
- 2 novembre - Michael Buffer, telecronista sportivo e attore statunitense
- 2 novembre - Patrice Chéreau, regista, sceneggiatore e attore francese († 2013)
- 2 novembre - Remo Di Giandomenico, politico italiano
- 2 novembre - Keith Emerson, tastierista, pianista e organista britannico († 2016)
- 2 novembre - Hubert Frasnelli, politico italiano
- 2 novembre - Osvaldo Guerrieri, critico teatrale, giornalista e scrittore italiano
- 2 novembre - Kevin Hector, ex calciatore inglese
- 2 novembre - Jeffrey Hoffman, ex astronauta e astrofisico statunitense
- 2 novembre - Tomie Kataoka, attrice e doppiatrice giapponese
- 2 novembre - Seppo Koponen, aracnologo e zoologo finlandese
- 2 novembre - Fede Latronico, politico e medico italiano
- 2 novembre - Harry Laurie, ex cestista statunitense
- 2 novembre - Domingo Mandrafina, fumettista argentino
- 2 novembre - Aleksandre Met'reveli, ex tennista sovietico
- 2 novembre - Giovanni Ventura, terrorista e editore italiano († 2010)
- 2 novembre - Liesel Westermann, ex discobola tedesca
- 3 novembre - Frank Collin, politico statunitense
- 3 novembre - Ruggero Dondi, attore e doppiatore italiano
- 3 novembre - Mel Farr, giocatore di football americano statunitense († 2015)
- 3 novembre - Franco Polti, imprenditore italiano
- 3 novembre - Fahrudin Prljača, ex calciatore jugoslavo
- 3 novembre - Eva Renzi, attrice tedesca († 2005)
- 3 novembre - Tom Shales, giornalista e critico televisivo statunitense († 2024)
- 3 novembre - Laura Troschel, attrice e cantante italiana († 2016)
- 3 novembre - James C. Wofford, cavaliere statunitense († 2023)
- 4 novembre - Jean Mary Carletto, attore, modello e antiquario francese († 2024)
- 4 novembre - Irlando Danieli, compositore, librettista e scrittore italiano
- 4 novembre - Linda Gary, doppiatrice e attrice statunitense († 1995)
- 4 novembre - Anna Maria Pedrazzi Cipolla, politica italiana
- 4 novembre - Rainer Podlesch, ex pistard tedesco
- 4 novembre - Toni Stern, paroliera e poetessa statunitense († 2024)
- 5 novembre - Daniel Arasse, storico dell'arte francese († 2003)
- 5 novembre - Michaël Denard, ballerino e attore francese († 2023)
- 5 novembre - Onufrij di Kiev, arcivescovo ortodosso ucraino
- 5 novembre - Samy Pavel, attore, regista e scrittore egiziano
- 5 novembre - Lil Terselius, attrice svedese († 2021)
- 5 novembre - Allan Watson, ex calciatore e ex giocatore di football americano gallese
- 5 novembre - Bob Weltlich, allenatore di pallacanestro statunitense
- 6 novembre - Wild Man Fischer, cantante e compositore statunitense († 2011)
- 6 novembre - Ioan Robu, arcivescovo cattolico rumeno
- 6 novembre - Brian Weiss, psichiatra, parapsicologo e personaggio televisivo statunitense
- 7 novembre - Dwight Carruthers, ex hockeista su ghiaccio canadese
- 7 novembre - Sidio Corradi, ex calciatore e allenatore di calcio italiano
- 7 novembre - Ottaviano Del Turco, politico e sindacalista italiano († 2024)
- 7 novembre - Harry Hestad, allenatore di calcio e ex calciatore norvegese
- 7 novembre - James Oberg, ingegnere, giornalista e scrittore statunitense
- 7 novembre - Giambattista Pastorello, imprenditore e dirigente sportivo italiano
- 7 novembre - John Pickering, allenatore di calcio e calciatore inglese († 2001)
- 7 novembre - Gigi Riva, calciatore e dirigente sportivo italiano († 2024)
- 7 novembre - Rubin Russell, ex cestista statunitense
- 7 novembre - Garn Stephens, attrice e sceneggiatrice statunitense († 2023)
- 7 novembre - Bob Windle, ex nuotatore australiano
- 8 novembre - Bonnie Bramlett, cantante statunitense
- 8 novembre - István Nemere, scrittore e esperantista ungherese († 2024)
- 8 novembre - Andreas Sprecher, ex sciatore alpino svizzero
- 8 novembre - Carlos Steel, filosofo belga
- 9 novembre - Herbert Wimmer, ex calciatore tedesco
- 10 novembre - Askar Akayev, politico kirghiso
- 10 novembre - William Neil, ex calciatore scozzese
- 10 novembre - Silvestre Reyes, politico statunitense
- 10 novembre - Tim Rice, conduttore radiofonico, autore televisivo e paroliere britannico
- 11 novembre - Jennifer Bate, organista britannica († 2020)
- 11 novembre - Tore Berger, ex canoista norvegese
- 11 novembre - Paul Bùi Văn Đọc, arcivescovo cattolico vietnamita († 2018)
- 11 novembre - Raúl Duarte, ex cestista peruviano
- 11 novembre - Andreas Furtwängler, numismatico e archeologo tedesco
- 11 novembre - Luciana Gilli, attrice italiana
- 11 novembre - Per Ivar Moe, ex pattinatore di velocità su ghiaccio norvegese
- 11 novembre - Marco Paggi, anglista, traduttore e critico letterario italiano († 1989)
- 11 novembre - Antonio Pisani, politico italiano
- 11 novembre - José Sancho, attore spagnolo († 2013)
- 11 novembre - Chris Smither, cantautore e musicista statunitense
- 11 novembre - Kemal Sunal, attore turco († 2000)
- 11 novembre - Alan Vint, attore statunitense († 2006)
- 12 novembre - Paolo Bernardi, hockeista su ghiaccio italiano († 2015)
- 12 novembre - Ramón Cabrera Argüelles, vescovo cattolico filippino
- 12 novembre - Ken Houston, ex giocatore di football americano statunitense
- 12 novembre - Marijke Jansen, ex tennista olandese
- 12 novembre - Booker T. Jones, organista, polistrumentista e compositore statunitense
- 12 novembre - Stefano Scandolara, paroliere e produttore discografico italiano († 1986)
- 13 novembre - Eugenio Arellano Fernández, vescovo cattolico e missionario spagnolo
- 13 novembre - Fabio Garriba, attore italiano († 2016)
- 13 novembre - Mario Garriba, regista e attore italiano († 2013)
- 13 novembre - Ron Harris, ex calciatore e allenatore di calcio britannico
- 13 novembre - Jesper Klein, attore e doppiatore danese († 2011)
- 13 novembre - Clément Mouamba, politico della Repubblica del Congo († 2021)
- 13 novembre - Ragnar Næss, calciatore norvegese († 2023)
- 13 novembre - Giulietta Sacco, cantante italiana († 2022)
- 13 novembre - Timmy Thomas, cantante, tastierista e compositore statunitense († 2022)
- 14 novembre - Karen Armstrong, saggista britannica
- 14 novembre - George Cables, pianista e compositore statunitense
- 14 novembre - Mircea Chivulescu, cestista rumeno († 2011)
- 14 novembre - Yitzchak Ginsburgh, teologo e rabbino israeliano
- 14 novembre - Mike Katz, culturista statunitense
- 14 novembre - Michel Maffesoli, sociologo francese
- 14 novembre - Giuseppe Marchetti Tricamo, storico italiano
- 14 novembre - Tom McEvoy, giocatore di poker statunitense
- 14 novembre - Remigio Ratti, economista e politico svizzero
- 14 novembre - Rafael Roncagliolo, politico, sociologo e diplomatico peruviano († 2021)
- 14 novembre - Rod Seiling, ex hockeista su ghiaccio canadese
- 14 novembre - Francesco Trabucco, architetto e designer italiano († 2021)
- 14 novembre - Tom Workman, ex cestista statunitense
- 15 novembre - Giovambattista Caligiuri, politico italiano
- 15 novembre - Alberto Ferrero, ex calciatore uruguaiano
- 15 novembre - Joy Fleming, cantante tedesca († 2017)
- 15 novembre - Ignace Youssif III Younan, patriarca cattolico siriano
- 15 novembre - Brigitte Lefèvre, direttrice artistica, coreografa e ex ballerina francese
- 15 novembre - Håkon Mjøen, ex sciatore alpino norvegese
- 15 novembre - John Slettvoll, allenatore di hockey su ghiaccio e ex hockeista su ghiaccio svedese
- 16 novembre - Wendy Allen, ex sciatrice alpina statunitense
- 16 novembre - Jay Hammer, attore statunitense
- 16 novembre - Colin Harvey, ex calciatore e allenatore di calcio inglese
- 16 novembre - Carlo Lancini, ex calciatore italiano
- 16 novembre - Radu Nunweiller, allenatore di calcio e ex calciatore rumeno
- 16 novembre - Lars Olsson, ex sciatore alpino svedese
- 17 novembre - John-David F. Bartoe, astrofisico e astronauta statunitense
- 17 novembre - Orlando Bauzón, cestista e allenatore di pallacanestro filippino († 2020)
- 17 novembre - Jim Boeheim, ex cestista e allenatore di pallacanestro statunitense
- 17 novembre - Paco Castellano, allenatore di calcio e ex calciatore spagnolo
- 17 novembre - Gene Clark, cantautore statunitense († 1991)
- 17 novembre - Roberta Collins, attrice statunitense († 2008)
- 17 novembre - Danny DeVito, attore e regista statunitense
- 17 novembre - Siniša Fulgosi, ex calciatore jugoslavo
- 17 novembre - Gary Goldman, regista e animatore statunitense
- 17 novembre - Rem Koolhaas, architetto, urbanista e saggista olandese
- 17 novembre - Claes-Ingvar Lagerkvist, astronomo svedese
- 17 novembre - Lorne Michaels, produttore televisivo, produttore cinematografico e autore televisivo canadese
- 17 novembre - Sarolta Monspart, orientista ungherese († 2021)
- 17 novembre - Mario Perego, allenatore di calcio e calciatore italiano († 2019)
- 17 novembre - Timothy Plowman, botanico statunitense († 1989)
- 17 novembre - Tadeusz Polak, ex calciatore polacco
- 17 novembre - Marlbert Pradd, cestista statunitense († 2014)
- 17 novembre - Tom Seaver, giocatore di baseball statunitense († 2020)
- 18 novembre - Ibrahim Böhme, politico tedesco († 1999)
- 18 novembre - Giorgio Garbarini, ex calciatore italiano
- 18 novembre - Wolfgang Joop, stilista, designer e scrittore tedesco
- 18 novembre - Caroline Krook, vescova luterana svedese († 2025)
- 18 novembre - Arthur J. Nascarella, attore statunitense
- 18 novembre - Giuseppe Pambieri, attore, regista teatrale e doppiatore italiano
- 18 novembre - Michele Piccirillo, francescano e archeologo italiano († 2008)
- 18 novembre - Pascal Schembri, scrittore italiano
- 19 novembre - Agnes Baltsa, mezzosoprano greco
- 19 novembre - Paolo Bolognesi, politico e scrittore italiano
- 19 novembre - Klaus Fichtel, ex calciatore tedesco
- 19 novembre - Fulvio Francesconi, ex calciatore italiano
- 19 novembre - Dennis Hull, ex hockeista su ghiaccio canadese
- 19 novembre - Giulio Marra, anglista e critico letterario italiano
- 19 novembre - Josep Maria Pou, attore spagnolo
- 19 novembre - Sergio Solli, attore italiano († 2023)
- 20 novembre - Eli Ben Rimoz, ex calciatore israeliano
- 20 novembre - János Benedek, ex sollevatore ungherese
- 20 novembre - Louie Dampier, ex cestista e allenatore di pallacanestro statunitense
- 20 novembre - Donald DiFrancesco, politico statunitense
- 20 novembre - Allan Gauden, calciatore e allenatore di calcio inglese († 2020)
- 20 novembre - Wayne Maki, hockeista su ghiaccio canadese († 1974)
- 20 novembre - Anthea Stewart, ex hockeista su prato zimbabwese
- 20 novembre - Peter Thomas, allenatore di calcio e calciatore inglese († 2023)
- 20 novembre - Mike Vernon, produttore discografico britannico
- 21 novembre - Paolo Accaputo, ex maratoneta italiano
- 21 novembre - Tom Bogs, pugile danese († 2023)
- 21 novembre - Alberto Bruschi, antiquario, storico e collezionista d'arte italiano († 2021)
- 21 novembre - Ross Collinge, ex canottiere neozelandese
- 21 novembre - Valer Dorneanu, giurista e politico rumeno
- 21 novembre - Dick Durbin, politico statunitense
- 21 novembre - Earl Monroe, ex cestista statunitense
- 21 novembre - Harold Ramis, attore, sceneggiatore e regista statunitense († 2014)
- 22 novembre - Paul Brooke, attore britannico
- 22 novembre - Carlos Ferrater, architetto spagnolo
- 22 novembre - Daniela Gatti, attrice e doppiatrice italiana
- 22 novembre - Takeshi Ōno, ex calciatore giapponese
- 22 novembre - Lucio Russo, fisico, matematico e storico della scienza italiano († 2025)
- 22 novembre - Heinz Simmet, calciatore tedesco († 2024)
- 23 novembre - Joe Eszterhas, sceneggiatore, giornalista e saggista ungherese
- 23 novembre - Elfriede Gaeng, regista, sceneggiatrice e scrittrice italiana
- 23 novembre - Svitlana Kračevska, ex pesista sovietica
- 23 novembre - Laurel L. Wilkening, astrofisica statunitense († 2019)
- 23 novembre - Peter Lindbergh, fotografo tedesco († 2019)
- 23 novembre - Christopher Rush, scrittore e insegnante scozzese
- 23 novembre - James Toback, sceneggiatore, regista e giornalista statunitense
- 24 novembre - Umberto Bartocci, matematico italiano
- 24 novembre - Candy Darling, attrice statunitense († 1974)
- 24 novembre - Dan Glickman, politico statunitense
- 24 novembre - Andrzej Jarosik, calciatore polacco († 2024)
- 24 novembre - Tom Jernstedt, dirigente sportivo statunitense († 2020)
- 24 novembre - Kim Ho, allenatore di calcio e ex calciatore sudcoreano
- 24 novembre - Amol Palekar, attore e regista indiano
- 24 novembre - Carl Pomerance, matematico statunitense
- 24 novembre - François Thual, funzionario e politologo francese († 2024)
- 25 novembre - Antonio Ambrosetti, matematico italiano († 2020)
- 25 novembre - Alfredo Ciannameo, allenatore di calcio e ex calciatore italiano
- 25 novembre - Paul Copley, attore britannico
- 25 novembre - Vladimir Jakovlev, politico russo
- 25 novembre - Michel Ricaud, regista francese († 1993)
- 25 novembre - Julie Smith, scrittrice statunitense
- 25 novembre - Ben Stein, attore, scrittore e avvocato statunitense
- 25 novembre - Gianfranco Zigoni, ex calciatore italiano
- 26 novembre - Roberto Fontanarrosa, fumettista argentino († 2007)
- 26 novembre - Donald Joseph Kettler, vescovo cattolico statunitense
- 26 novembre - Carmelo Morra, politico italiano († 2015)
- 26 novembre - Karin Schubert, ex attrice pornografica tedesca
- 26 novembre - Ans Schut, ex pattinatrice di velocità su ghiaccio olandese
- 26 novembre - Chrīstos Zoupas, ex cestista greco
- 27 novembre - Bruce Adler, attore statunitense († 2008)
- 27 novembre - Claudy Chapeland, attore francese († 2021)
- 27 novembre - Erich Hamann, ex calciatore tedesco orientale
- 27 novembre - Gregory Hoblit, regista, produttore televisivo e produttore cinematografico statunitense
- 27 novembre - Mickey Leland, politico e attivista statunitense († 1989)
- 27 novembre - Marianna Scalfaro, educatrice italiana
- 27 novembre - Celso Luiz Scarpini, cestista brasiliano († 2022)
- 27 novembre - Carlo Scognamiglio, economista e politico italiano
- 27 novembre - Gilles Bouhours, veggente francese († 1960)
- 28 novembre - Rita Mae Brown, scrittrice, poetessa e sceneggiatrice statunitense
- 28 novembre - Radu Diaconescu, ex cestista rumeno
- 28 novembre - Daniel Duval, attore, regista e sceneggiatore francese († 2013)
- 28 novembre - Tadeusz Nowak, ex calciatore polacco
- 28 novembre - Umberto Paolucci, dirigente d'azienda italiano
- 28 novembre - Terry Plumeri, compositore, direttore d'orchestra e contrabbassista statunitense († 2016)
- 28 novembre - Mario Robutti, politico italiano († 2018)
- 28 novembre - Francesco Volpato, ex calciatore italiano
- 29 novembre - Terry Ball, allenatore di hockey su ghiaccio e ex hockeista su ghiaccio canadese
- 29 novembre - Luciano Bivar, politico e imprenditore brasiliano
- 29 novembre - Helmut Dähne, pilota motociclistico tedesco
- 29 novembre - Terje Gulbrandsen, calciatore norvegese († 2015)
- 29 novembre - Cornelia Hesse-Honegger, illustratrice svizzera
- 29 novembre - Javier Ormaza, ex calciatore spagnolo
- 29 novembre - Peter Ramseier, calciatore svizzero († 2018)
- 29 novembre - Mike Trebilcock, ex calciatore inglese
- 29 novembre - Twink, batterista, cantautore e attore britannico
- 30 novembre - Joseph Boakai, politico liberiano
- 30 novembre - Paolo De Ioanna, funzionario italiano († 2018)
- 30 novembre - William Dear, regista, produttore cinematografico e sceneggiatore canadese
- 30 novembre - George Graham, ex calciatore e allenatore di calcio scozzese
- 30 novembre - Jarir Houmane, calciatore marocchino († 2018)
- 30 novembre - Ibrahima Sory Keita, ex calciatore guineano
- 30 novembre - Benjamin Kogo, siepista keniota († 2022)
- 30 novembre - Gérard Lespinasse, ex cestista francese
- 30 novembre - John Pasquin, regista e produttore televisivo statunitense
- 30 novembre - Armando Verdiglione, editore, saggista e psicanalista italiano